# Louis Mordell
Louis Joel Mordell (Sinh ngày 28 tháng 1 năm 1888 – Mất ngày 12 tháng 3 năm 1972) là nhà toán học người Anh gốc Mỹ, được biết bởi các nghiên cứu lớn trong lý thuyết số. Ông được sinh tại Philadelphia, Mỹ, trong gia đình do thái nhập cảnh từ Lithuania.

## Giáo dục
Mordell được học tại đại học Cambridge nơi ông hoàn thành Cambridge Mathematical Tripos khi còn là sinh viên của trường đại học St John của Cambridge, thời gian ông bắt đầu học là từ 1906 sau khi qua bài kiểm tra học bổng. Ông tốt nghiệp trong 1909.

## Nghiên cứu
Sau khi tốt nghiệp Mordell bắt đầu độc lập nghiên cứu các phương trình Đi-ô-phăng, đặc biệt là các điểm nguyên trên đường cong bậc ba và phương trình Mordell (nay là trường hợp đặc biệt của phương trình Thue).
y2 = x3 + k.
Ông tham gia đại học Birkbeck của London vào 1913. Trong thời gian chiến tranh thế giới thứ nhất ông buộc phải tham gia chiến đấu, nhưng cũng trong khoảng thời gian đó ông cũng giải được một bài toán lớn, chứng minh trong 1917 rằng tính khả nhân của hàm tau của Srinivasa Ramanujan. Bài chứng minh có bao gồm sử dụng các toán tử Hecke, dù chưa được đặt tên theo Erich Hecke; nó vẫn là một trong những bước tiến lớn trong lý thuyết modular form.
Trong 1920, ông nhận vị trí giảng dạy tại UMIST, ngồi ghế Fielden cho toán học thuần túy tại đại học Manchester trong 1922 rồi thành giáo sư trong 1923. Tại đây ông hình thành nên nhánh thứ ba trong lý thuyết số, hình học các con số. Định lý Mordell được ông nghiên cứu từ 1921 tới 1922 và cũng trong khoảng thời gian đó là sự hình thành giả thuyết Mordell. Ông được mời làm người phát biểu tại đại hội toán học quốc tế (ICM) vào 1928 ở Bologna và trong 1932 ở Zürich và phát biểu toàn thể cho ICM trong 1936 tại Oslo.
Ông đăng ký quyền công dân Anh trong 1929. Ở Manchester, ông đã xây riêng một căn hộ dành cho các nhà toán học xuất chúng buộc phải rời đi căn của mình trên châu lục châu Âu. Một trong số những người đến căn hộ của ông là Reinhold Baer, G. Billing, Paul Erdős, Chao Ko, Kurt Mahler, và Beniamino Segre. Ngoài ra còn có J. A. Todd, Patrick du Val, Harold Davenport và Laurence Chisholm Young, cùng với một số vị khách đặc biệt khác.

## Giai thoại
Khi đi thăm đại học Calgary, một Mordell đã già thường tham dự các hiệp hội chuyên đề lý thuyết số và cũng thường ngủ gật giữa chừng trong buổi hội. Được kể theo nhà lý thuyết số Richard K. Guy, trường phòng tại thời điểm đó: sau khi Mordell đã gà ngật trong giấc ngủ, ai đó trong số khán giả đã hỏi "Kia có phải định lý Stickelberger?" Người giảng trả lời "Không, nó không phải." Một vài phút sau chính người đó lại ngắt quãng "Tôi chắc chắn nó phải là định lý Stickelberger!" Người giảng lại lần nữa bảo nó không phải. Bài giảng kết thúc và tiếng vỗ tay làm tỉnh Mordell, ông ngước lên bảng rồi chỉ tay và bảo "Đây là các kết quả cũ của Stickelberger!".